# 胸腺嘧啶二聚體
胸腺嘧啶二聚體（英語：Thymine dimer）是指相鄰的DNA分子中的兩個胸腺嘧啶以共價鍵相連，一般是由紫外線的照射，或是其他化學突變原所造成。是DNA損害的例子之一。DNA修復系統中負責刪除修復的酶可將這些損害辨認出來，並將其修補。對許多生物而言，光裂合酶能直接將二聚體分離，進而完成修復。